# Gronau (Rhénanie-du-Nord-Westphalie)
Ne doit pas être confondu avec Gronau (Basse-Saxe).
Gronau est une ville de Rhénanie-du-Nord-Westphalie (Allemagne), située dans l'arrondissement de Borken, dans le district de Münster.
Elle comptait 47287 habitants au 31 décembre 2016, et ne doit pas être confondue avec une ville homonyme dans l'arrondissement de Hildesheim.

## Histoire
| Appartenances historiques Principauté épiscopale de Münster 1188-1365 Seigneurie de Steinfurt 1365-1495 Comté de Steinfurt 1495-1699 Principauté épiscopale de Münster 1699-1802 Comté de Salm-Horstmar 1802-1806 Grand-duché de Berg 1806-1811 Empire français (Lippe) 1811-1814 Royaume de Prusse (Province de Westphalie) 1815-1918 République de Weimar 1918-1933 Reich allemand 1933-1945 Allemagne occupée 1945-1949 Allemagne 1949-présent |

Il a été attribué à Nicolas François Sylvestre Regnier, fils du Grand Juge, duc de Massa, la dotation de Gronau avec le titre de comte de Gronau par Napoléon, le 29 août 1811, à Compiègne.

## Enrichissement de l'uranium
Depuis 1985, la seule usine d'enrichissement de l'uranium allemande s'est implantée à Gronau. Elle est d'abord construite pour une capacité de 1000 tonnes UTS par an. Depuis 1998 elle peut traiter 1800 tonnes pour alimenter 13 centrales nucléaires. L'exploitant est l'entreprise Urenco. Des protestations se sont élevées contre le fonctionnement de cette usine, localement en Allemagne, aux Pays-Bas et dans le monde entier.
L'usine est approvisionnée par des trains d'hexafluorure d'uranium (UF6) en provenance de l'Usine Comurhex de Pierrelatte (Drôme).
Depuis les révélations d'un documentaire franco-allemand diffusé en 2009 sur Arte, les transports d’UF6 de Gronau à destination de Seversk en Russie été sous le feu de la critique et sont au centre d’activités de résistance à dimension internationale.

## Galerie

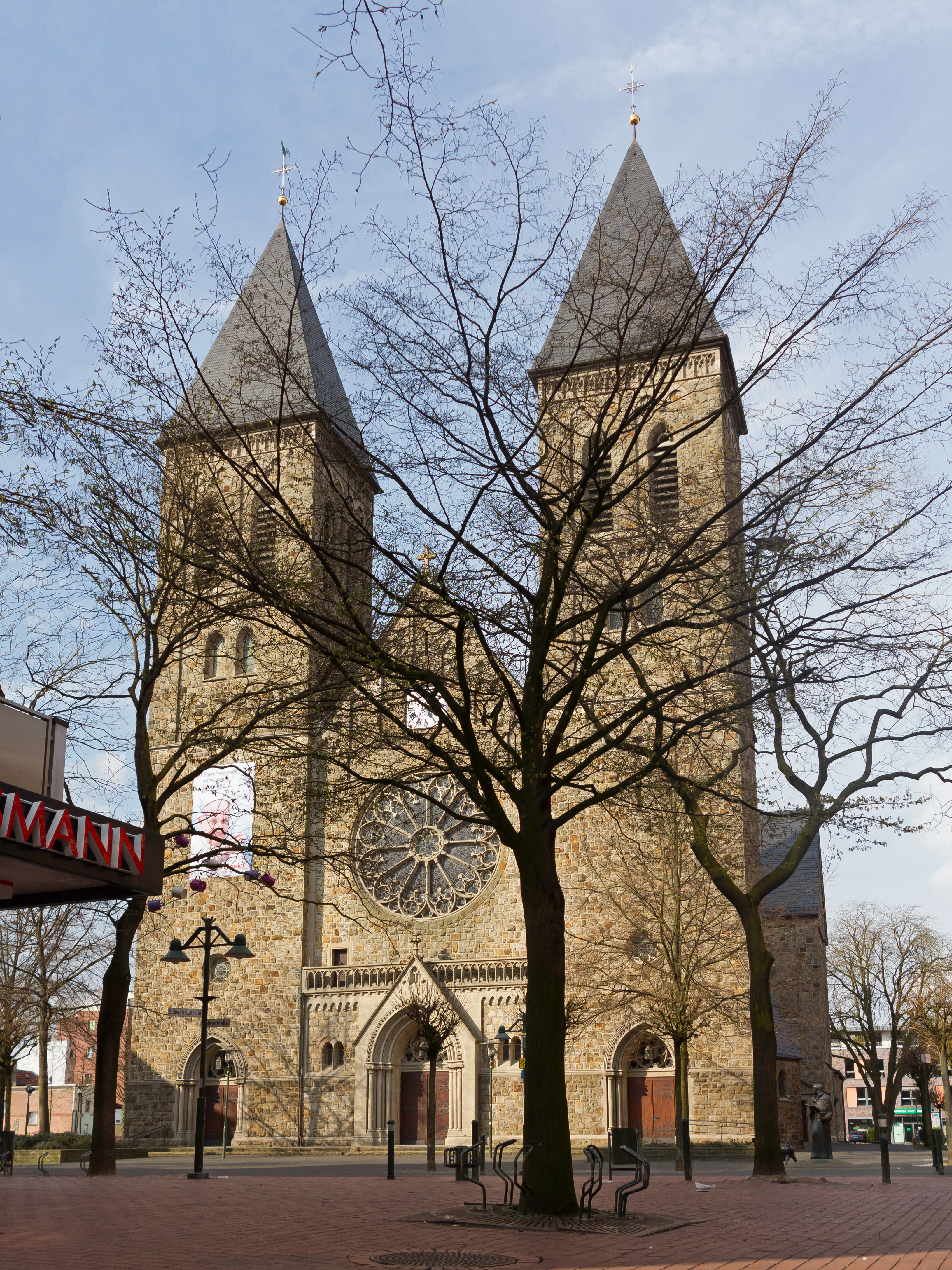
Église Saint-Antoine
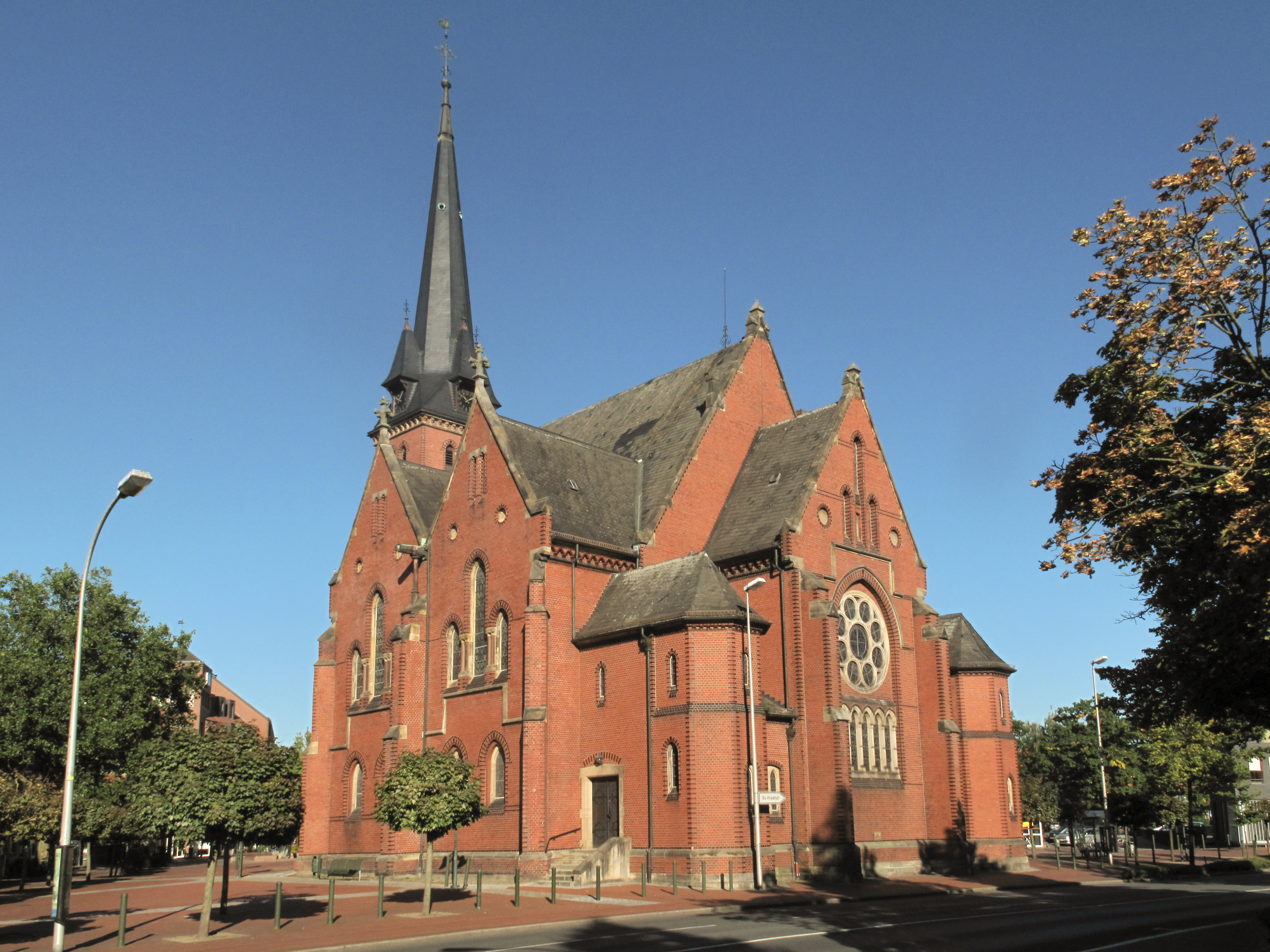
Église évangéliste
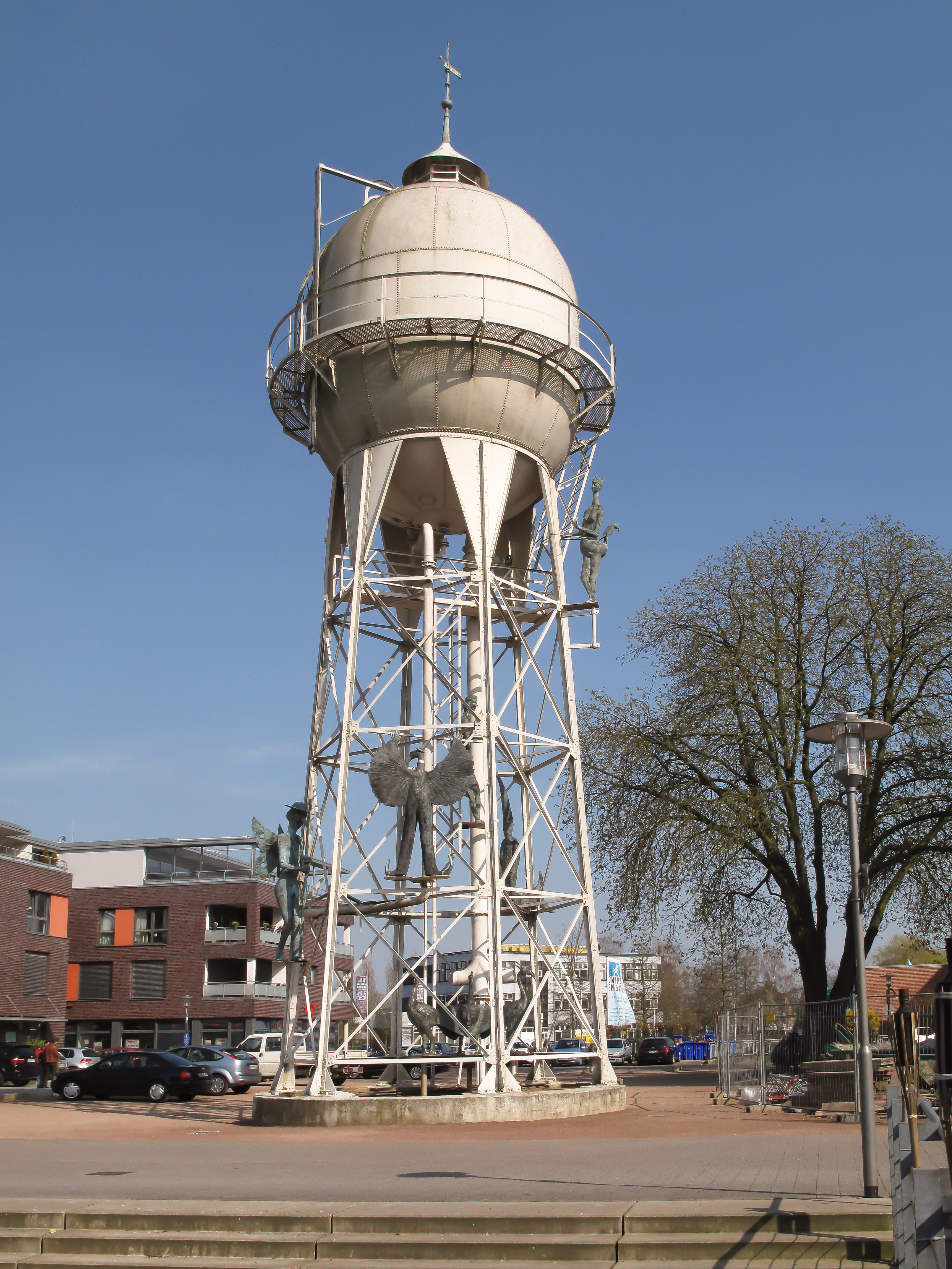
Château d'eau : der Altmetall Wasserturm
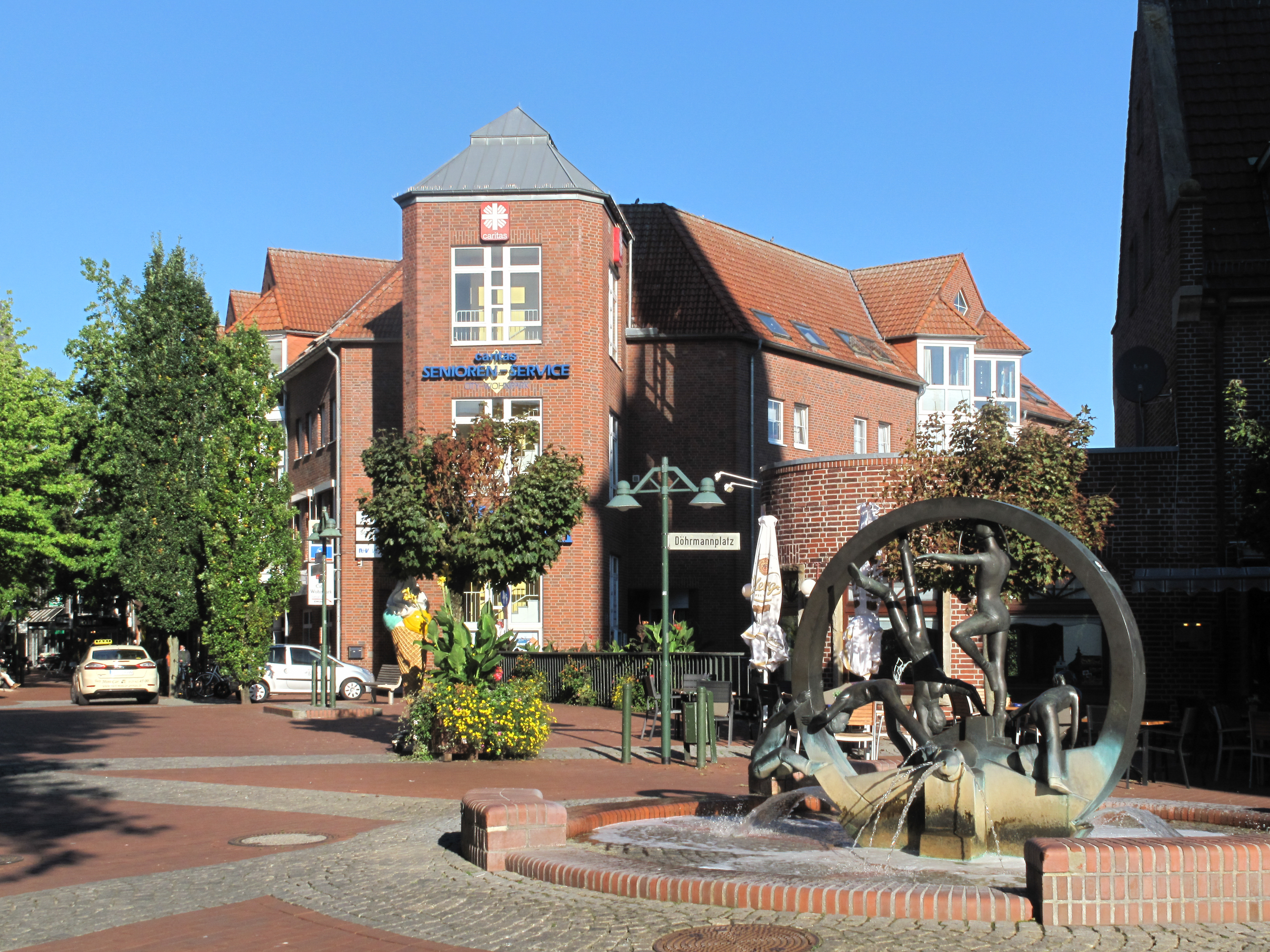
Sculptures près de la Neustraße-Döhrmannplatz
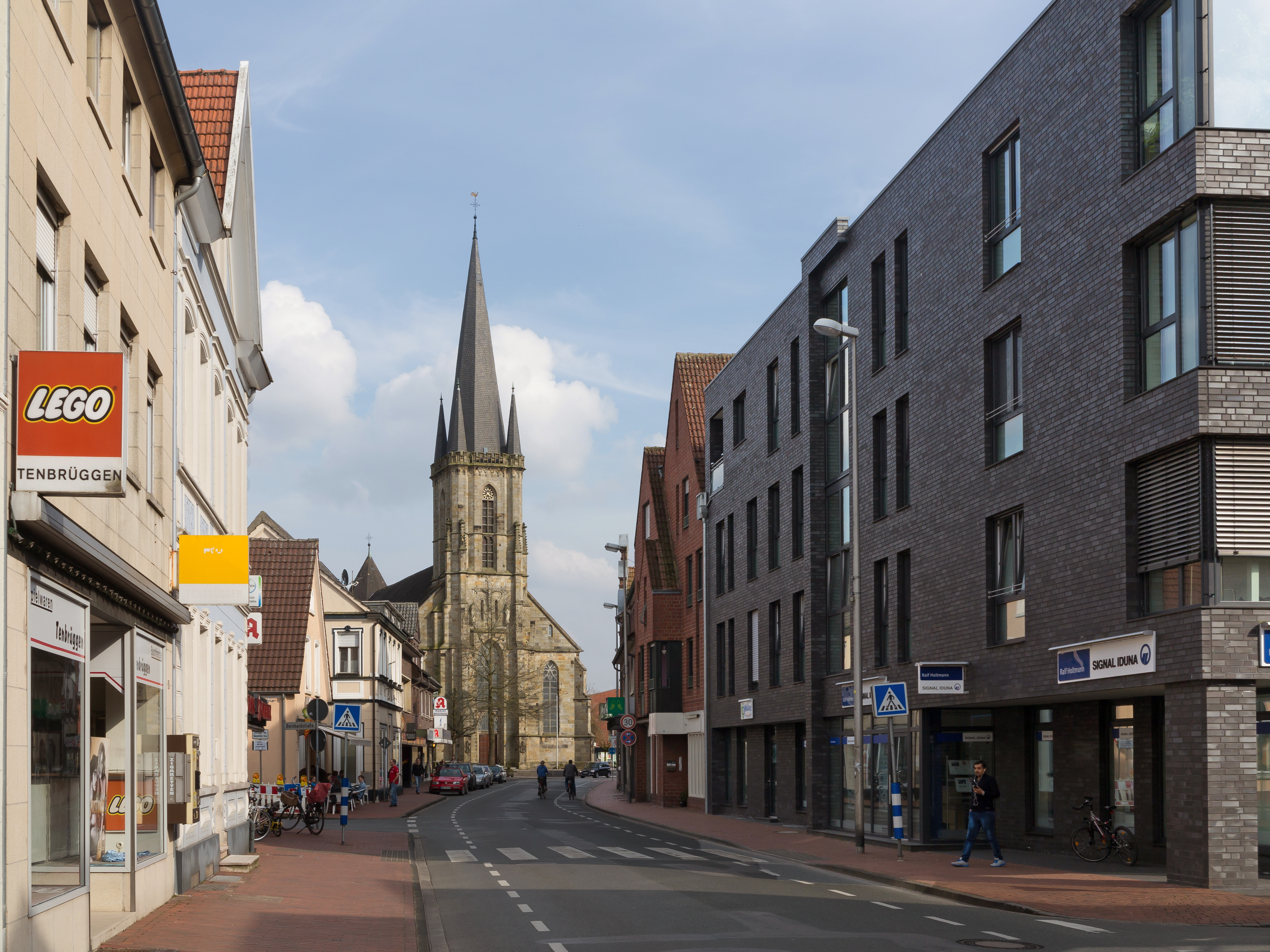
Epe, l'église : die katholische Kirche Sankt Agatha
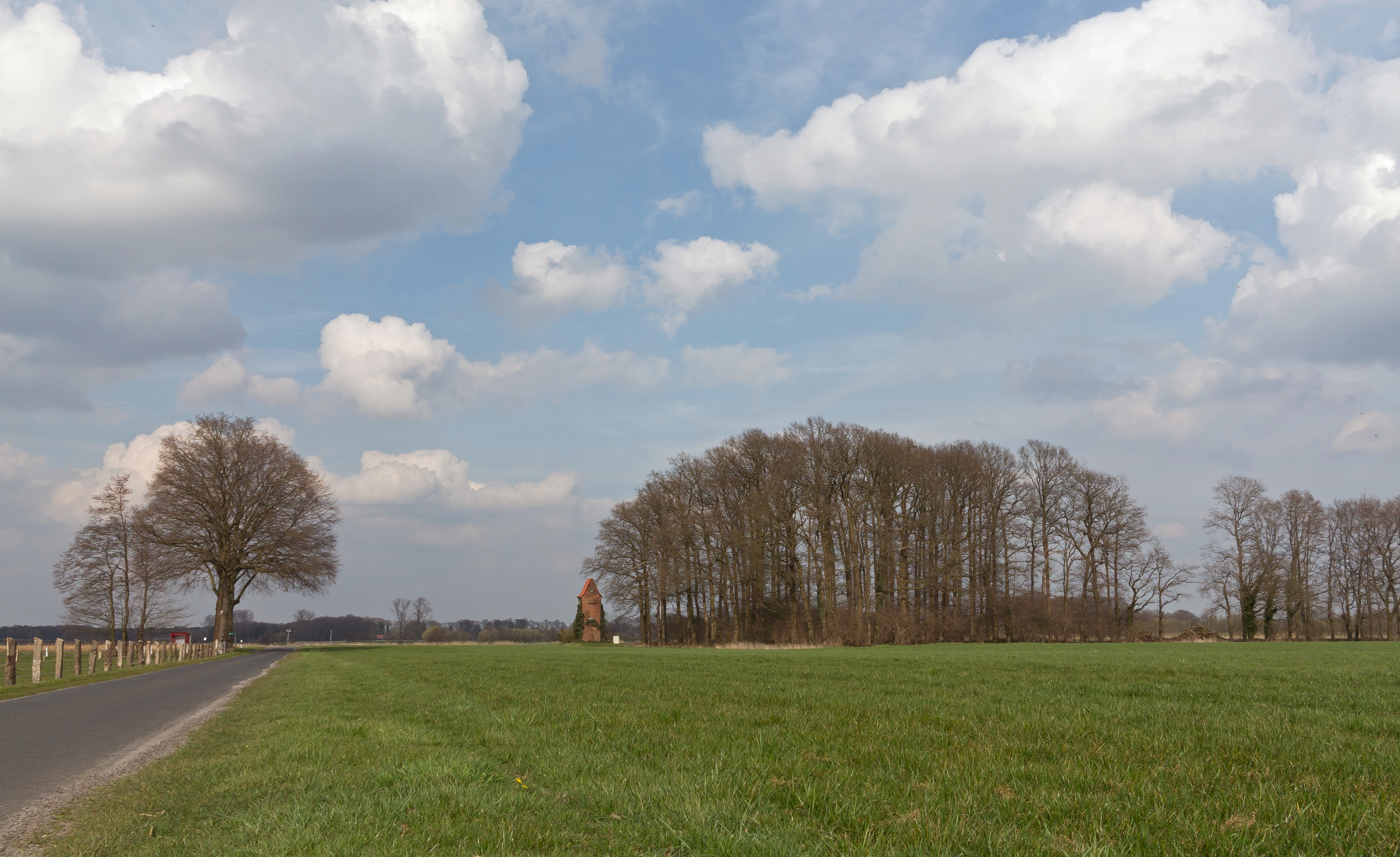
Brinkerhook, vue sur le hameau